# ПАС Ламія 1964

Футболісти «Ламії» у матчі Кубку Греції (1965) проти Панатінаїкоса

Логотип ФК «Ламії» до 2014 року

ПАС Ламія 1964 (грец. Π.Α.Σ. Λαμία 1964) — професіональний грецький футбольний клуб з міста Ламія.

## Досягнення
- Футбольна ліга 2
  -  Чемпіон (2): 1972/73, 2013/14

- Дельта Етнікі
  -  Чемпіон (4): 1989/90, 1993/94, 1999/00, 2003/04

## Склад команди
As of 29 August, 2016.

| №  | Поз. | Нац.     | Гравець                   |
| -- | ---- | -------- | ------------------------- |
| 1  | ВР   | Греція   | Дімітріос Панетсос        |
| 2  | ЗХ   | Греція   | Панайотіс Спіропулос      |
| 3  | ЗХ   | Греція   | Іорданіс Папаргіріу       |
| 4  | ПЗ   | Нігерія  | Сулейман Омо              |
| 5  | ПЗ   | Греція   | Ахіллеас Насіакопулос     |
| 6  | ПЗ   | Греція   | михаліс Авеніку           |
| 7  | ПЗ   | Греція   | Андреас Васілогіанніс     |
| 8  | НП   | Греція   | Александрос Карагіанніс]] |
| 9  | НП   | Бразилія | Жоні да Сильва Пінту      |
| 10 | НП   | Бразилія | Вандерсон Кошта Віана     |
| 11 | ПЗ   | Греція   | Янніс Папаефтіміу         |
| 13 | ЗХ   | Греція   | Ставрос Петавракіс        |
| 14 | ЗХ   | Греція   | Анестіс Анастасіадіс      |
| 17 | НП   | Греція   | Ламброс Танаілакіс        |

| №  | Поз. | Нац.    | Гравець              |
| -- | ---- | ------- | -------------------- |
| 25 | ЗХ   | Греція  | Ніколаос Мосшос      |
| 26 | ЗХ   | Греція  | Янніс Антонопулос    |
| 30 | ВР   | Греція  | Вангеліс Піткас      |
| 32 | ПЗ   | Сербія  | Марко Блажич         |
| 39 | ЗХ   | Греція  | Дімітріс Коцоніс     |
| 45 | ПЗ   | Греція  | Ніколаос Цукалос     |
| 55 | ЗХ   | Греція  | Стратіс Валіос       |
| 61 | ПЗ   | Греція  | Константінос Булуліс |
| 87 | ПЗ   | Сербія  | Милош Йокич          |
| 99 | НП   | Греція  | Хрстос Алексіу       |
| -  | ВР   | Італія  | Луїджи Кеннамо       |
| -  | НП   | Греція  | Ніколаос Маніас      |
| -  | НП   | Албанія | Флорин Дурмишай      |
| -  | НП   | Греція  | Вангеліс Пацарухас   |